# مايا أوكاموتو
مايا أوكاموتو (باليابانية: 岡本麻弥) هي ممثلة يابانية، ولدت في 3 فبراير 1967 في اليابان.

## أعمال

### أفلام
- (1998) الهدف الرابع عشر

## وصلات خارجية
- مايا أوكاموتو على موقع IMDb (الإنجليزية)
- مايا أوكاموتو على موقع ميوزك برينز (الإنجليزية)
- مايا أوكاموتو على موقع ديسكوغز (الإنجليزية)
- مايا أوكاموتو على موقع قاعدة بيانات الفيلم (الإنجليزية)
- مايا أوكاموتو على موقع كينوبويسك (الروسية)
- مايا أوكاموتو على موقع ANN person (الإنجليزية)